# Ільчик Любава Олександрівна
Любава Олександрівна Ільчик (нар. 2 травня 1999, м. Кам'янець-Подільський, Хмельницька область, Україна) — українська спортсменка, майстер спорту України з тхеквондо, восьмиразова чемпіонка України, багаторазова переможниця етапів кубка світу та Європи.

## Освіта
В 9 років (вересень 2008 р.) батько привів у секцію тхеквондо, де першим тренером був Юрій Білоцький. З 2009—2011 р.р. тренером був Дмитро Байдюк. В січні 2012 року почала займатися в тренера Сергія Чайки (дитячо-юнацький клуб олімпійського тхеквондо ВТФ СК «Чайка» та ДЮСШ «Юність» м. Кам'янець-Подільський).
Закінчила в 2016 р. Кам'янець-Подільську гімназію № 14.
Наразі Любава є студенткою Кам'янець-Подільського національного університету імю І.Огієнка та Карлового університету в Празі. 